# Yvon Mauffret
Yvon Mauffret (24. prosince 1927, Lorient, Morbihan – 15. března 2011) byl francouzský novinář a spisovatel především knih pro mládež.

## Život
Po vzoru svého otce, kapitána obchodního loďstva, se několik let plavil po světě jako palubní tajemník obchodní lodi. Pak se usadil v Paříži a od 50. let 20. století byl spisovatelem na volné noze. Ke konci života bydlel na poloostrově Rhuys v rodné Bretani. Bretaň a její obyvatelé jsou také hlavním tématem jeho děl.

## Z díla
- Capitaine Juliette, 1957, Kapitánka Julie), román.
- La Belle Amarante (1961, Krásná Amaranta), dobrodružný román pro mládež o hledání vraku potopené fregaty.
- Le Secret du grand mur (1964, Tajemství velké zdi), román.
- Le Trésor du menhir (1967, Poklad menhiru), román z prehistorie Bretaně.
- Rencontre à Rio (1969, Setkání v Riu), román.
- Pilotin du cap Horn (1970, Kadet z mysu Horn), román z námořnického prostředí.
- Le Mousse du bateau perdu (1973, Plavčík ze ztracené lodi), román z námořnického prostředí.
- Une audacieuse expédition (1982, Odvážná výprava), historický román z bretaně z počátku 20. století, roku 2004 vydáno pod názvem Les Oignons de la fortune (Cibule štěstí).
- Chateaubriand (1982), biografie.
- Au revoir Fénimore, 1984, Nashledanou Fénimore), román.
- Kerguelen, amiral et corsaire (1986, Kerguelen, admirál a korzár), román z námořnického prostředí.
- Pépé la boulange (1987, Pekař Pépé), román.
- Moi Magellan, chevalier portugais (1988, Já Magellan, portugalský rytíř), román.
- Mon Journal de guerre (1988, Můj válečný deník), román.
- Le Jardin des enfants perdus (1989, Zahrada ztracených dětí), román z doby nacistické okupace.
- Jonas le requin rose (1991, Jonas, růžový žralok), román.
- L'Ogre des mers (1993, Mořský obr), pohádky a mýty spojené s mořem.
- Pour un petit chien gris (1993, Pro šedého pejska), česky jako Jdem domů, pejsku, román o soužití dětí a starých lidí.
- Le Bonzaï et le séquoïa (1994, Bonsaj a sekvoj), román o překonávání deprese po úmrtí otce hlavního hrdiny.
- Au Royaume des nains (1995, V království trpaslíků), sbírka pohádek.
- La Route de Valparaiso (2003, Cesta do Valparaisa), román.

## Česká vydání
- Krásná Amaranta, SNDK, Praha 1965, přeložili Zdenka Neumannová a Zdeněk Vavřík.
- Jdem domů, pejsku, Víkend, Líbeznice 2005, přeložila Anna Štorkánová.